# Chris Greenham
Christopher „Chris“ Greenham, geboren als Vivian C. Greenham, (* 21. April 1923 in Oxfordshire, Vereinigtes Königreich; † 21. Januar 1989 in Esher, Vereinigtes Königreich) war ein britischer Spezialeffektkünstler und Toningenieur, der 1962 mit einem Oscar in der Kategorie „Beste akustische und visuelle Effekte“ für seine Mitarbeit an dem Film Die Kanonen von Navarone ausgezeichnet wurde. 

## Leben
Chris Greenham startete seine Karriere 1953 in dem Kriegsdrama The Intruder als Tontechniker. Im darauffolgenden Jahr war er in dem Kriminaldrama Ein Inspektor kommt, das auf ein Stück des englischen Autors John Boynton Priestley zurückgeht, für den Synchronschnitt verantwortlich. In dem romantischen Drama Das Ende einer Affaire von Edward Dmytryk mit Deborah Kerr und Van Johnson war er 1955 wiederum für den Tonschnitt zuständig. 
1962 wurde er zusammen mit Bill Warrington mit einem Oscar in der Kategorie „Beste akustische Effekte“ bzw. „Beste visuelle Effekte“  für seine Mitwirkung an dem Kriegsfilm  Die Kanonen von Navarone mit Gregory Peck, David Niven und Anthony Quinn in den Hauptrollen ausgezeichnet.
Im Jahr 1965 wirkte Greenham an der Abenteuerverfilmung nach Joseph Conrads gleichnamigem Roman Lord Jim von Richard Brooks mit Peter O’Toole, James Mason und Curd Jürgens mit. Mit Peter O’Toole arbeitete er in dem Historienfilm Der Löwe im Winter 1968 erneut zusammen, ebenso wie 1981 mit Anthony Quinn in der Filmbiografie Omar Mukhtar – Löwe der Wüste. In dem Fantasyfilm Legend von 1985 von Ridley Scott mit Tom Cruise und Mia Sara überwachte Greenham den Dialogschnitt. Mit dem Science-Fiction-Film Superman IV – Die Welt am Abgrund mit Christopher Reeve gab er 1987 seinen Abschied vom Film. Er hatte dort, ebenso wie in dem Superman-Film von 1978, die Tonschnittleitung inne.

## Filmografie (Auswahl)
- 1953: The Intruder
- 1954: Ein Inspektor kommt (An Inspector Calls)
- 1955: Das Ende einer Affaire (The End of the Affair)
- 1955: Josephine und die Männer (Josephine and Men)
- 1955: Himmelfahrtskommando (The Cockleshell Heroes)
- 1955: Der beste Mann beim Militär (Private's Progress)
- 1958: Froschmann Crabb (The Silent Enemy)
- 1960: Der Komödiant (The Entertainer)
- 1961: Die Kanonen von Navarone (The Guns of Navarone)
- 1961: Der Tag, an dem die Erde Feuer fing (The Day the Earth Caught Fire)
- 1962: Tarzan erobert Indien (Tarzan Goes to India)
- 1963: Lockender Lorbeer (This Sporting Life)
- 1963: Tarzans Todesduell (Tarzan’s Three Challenges)
- 1964: Beim siebten Morgengrauen (The 7th Dawn)
- 1965: Lord Jim
- 1966: Frei geboren – Königin der Wildnis (Born Free)
- 1966: Der blaue Max (The Blue Max)
- 1967: Casino Royale
- 1968: Der Löwe im Winter (The Lion in Winter)
- 1971: Das vergessene Tal (The Last Valley)
- 1971: Das Haus der Schatten (The Night Digger)
- 1973: Sein Leben in meiner Gewalt (The Offence)
- 1975: Der Graf von Monte Cristo (The Count of Monte-Cristo, Fernsehfilm)
- 1978: Superman
- 1981: Omar Mukhtar – Löwe der Wüste (Omar Mukhtar – Lion of the Desert)
- 1985: Legende (Legend)
- 1985: Revolution
- 1987: Superman IV – Die Welt am Abgrund (Superman IV – The Quest for Peace)

## Auszeichnungen
- 1962: Oscar erhalten für Die Kanonen von Navarone

BAFTA Film Award
- 1969: Nominiert mit Der Löwe im Winter
- 1979: Nominiert mit Superman
- 1983: Nominiert mit P'tang, Yang, Kipperbang (BAFTA-TV Award)